# Jonathan (pel·lícula de 1970)
Jonathan és una pel·lícula de terror de vampirs del 1970 dirigida per Hans W. Geißendörfer. amb Jürgen Jung i Paul Albert Krumm als papers principals. El guió va ser escrit pel mateix director, basat lliurement en la novel·la Dràcula (1897) de Bram Stoker. A la República Federal d'Alemanya es va estrenar als cinemes per primera vegada el 15 de maig de 1970.

## Sinopsi
En un país imaginari, en un temps imaginari, els vampirs regnen en un castell. La constant incursió d'aquests "no-morts" al món dels vius impulsa la població a l'acció. Es decideix enviar com a explorador un jove anomenat Jonathan. L'esperen experiències espantoses i terribles: el seu cotxe és atacat, un vagabund és atacat, pobles destruïts amb cadàvers horriblement mutilats, tota vida íntima, privada i comunitària sucumbeix per por de les invasions dels xucladors de sang, al capdavant de la qual s'alça el rigorós senyor del castell, el comte.
Però aleshores la situació canvia. La resta de pagesos i ciutadans es posen a l'acció. En un atac important, el castell és assaltat, els vampirs són caçats sense pietat, es torturen a ells mateixos i, finalment, els vampirs restants són expulsats al mar.

## Repartiment
- Jürgen Jung: Jonathan
- Hans-Dieter Jendreyko: Joseph
- Paul Albert Krumm: Comte
- Thomas Astan: Thomas
- Hertha von Walther: Mare de Thomas
- Oskar von Schab: Professor
- Ilona Grübel: Eleonore
- Sofie Strehlow: Dona gran
- Henry Liposca: Gnom
- Christine Ratej: Elisabeth
- Arthur Brauss: Adolf
- Dietrich Kerky: Eberhard
- Wilfried Klaus: Pastor
- Eleonore Schminke: Lena
- Walter Feuchtenberg: Pare de Lena
- Ilse Künkele: mare de Lena

## Recepció
El director Hans W. Geißendörfer va guanyar el premi de cinema d'or al Deutscher Filmpreis a la millor direcció novell pel seu treball a Jonathan. També fou exhibida com a part de la secció oficial a la IV Setmana Internacional de Cinema Fantàstic i de Terror, però no va obtenir cap premi.